# إليزابيث أرنولد (كاتبة)
إليزابيث أرنولد (بالإنجليزية: Elizabeth Arnold)‏ هي كاتِبة بريطانية، ولدت في 15 ديسمبر 1944 في ليستر في المملكة المتحدة.